# 보에구
보에구(Boe District)는 나우루 남서부에 위치한 행정구로, 면적은 0.5km2, 인구는 950명이다.

## 지도

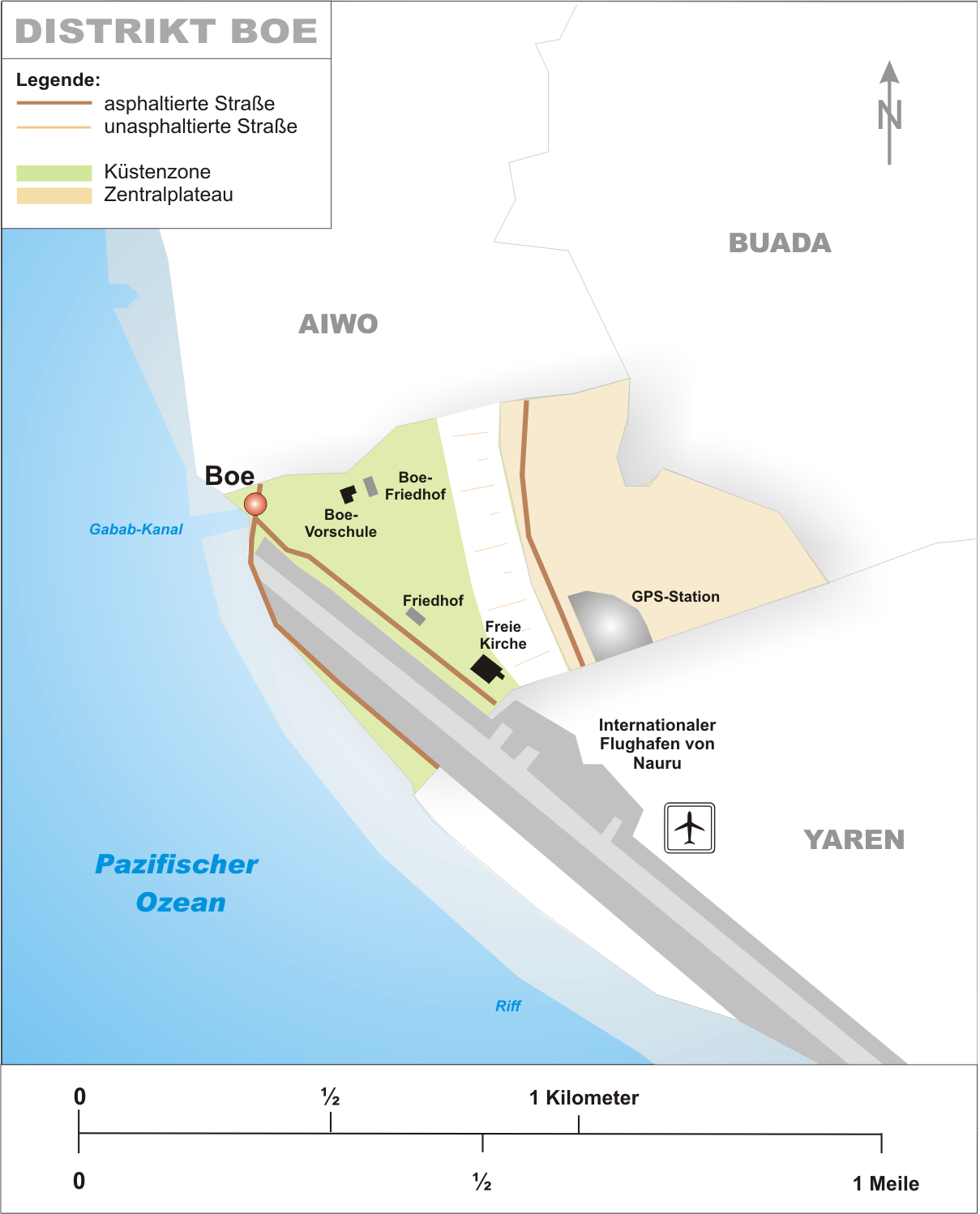
보에 구
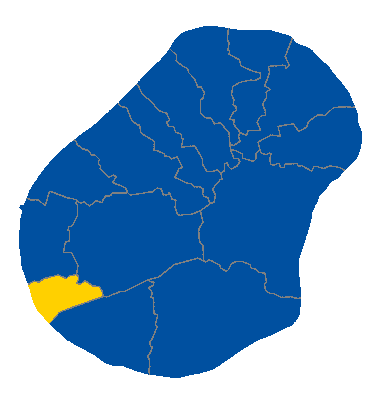
보에 구의 위치